# セルラー (映画)
『セルラー』（Cellular）は、2004年のアメリカ合衆国のアクションスリラー映画。監督はデヴィッド・エリス、出演はキム・ベイシンガーとクリス・エヴァンスなど。
誘拐された女性が、偶然繋がった携帯電話の青年に助けを求めるクライムサスペンス。

## ストーリー
高校の科学教師であるジェシカ・マーティンは、出勤前の早朝に突然、自宅に押し入った男たちに拉致された。犯人のリーダー格のイーサンはジェシカをとある家の屋根裏部屋に監禁し、その部屋にあった電話器をハンマーで破壊した。ジェシカは粉々になった電話器の部品を科学の知識で組み直し、発信を試みる。たまたま繋がった相手は見ず知らずの、20歳そこそこの青年ライアンの携帯電話だった。
最初はイタズラ電話と思い、相手にしないライアン。だが、ジェシカの切迫した声に押され、ライアンは警察署に車を乗り付けた。受け付けたのは今日で定年退職する制服警官のムーニー巡査部長だったが、たらい回しにされるライアン。ジェシカの子供を誘拐するという声を聞いたライアンは、自ら小学校に向かった。
小学校でジェシカの息子リッキーを探すライアン。だが、一足違いでリッキーは誘拐された。小学校の警備会社の車を奪って後を追ったライアンは、電池が切れそうになると携帯販売店に押し入り、警備会社の銃で脅して充電器を提出させた。
退職するために私物をまとめて警察署を出るムーニー。だが、携帯で話したジェシカの悲痛な声が気になり、自宅を訪ねてみた。ジェシカだと名乗って対応し、ムーニーを追い返す女(ベイバック)。 
高給取りの弁護士が運転するポルシェと混線してジェシカと通話できなくなり、警備会社の銃でポルシェごと携帯を奪うライアン。ジェシカは息子を人質に取られ、夫のクレイグが空港にいると白状させられた。それを聞いて夫を救いに空港に向かうライアン。だが、夫は誘拐犯に囚われた。誘拐犯のイーサンたちが実は刑事だと知るライアン。
クレイグが貸し金庫に預けた「何か」を奪うために、銀行に向かう誘拐犯たち。「何か」を奪われたら殺されると聞いて、クレイグが金庫から取り出したバッグを奪い、逃げるライアン。バッグの中身を確認したライアンは、刑事のイーサンたちが麻薬取り引きの犯人を殺し、現金や麻薬を奪う現場を偶然に撮影したビデオであることを知った。 
小学校で警備会社の車を奪ったり、携帯の店で銃を出した挙げ句に金を払って充電器を買った男がいるとのTVニュースを見るムーニー。ジェシカの存在を再確認したムーニーは、ベイバックに襲われて射殺した。ベイバックが女刑事だと知り、刑事のジャックに報告するムーニー。だが、実はジャックも悪徳警官イーサンの仲間だった。
誘拐犯のアジトから逃げようとしたが、失敗するジェシカと家族。そこへ、ライアンが携帯で取り引きを申し込んで来た。混雑する観光地のサンタモニカ桟橋を指定したライアンは、イーサンら悪徳警官を引っ張り回し、ムーニーの手を借りて一網打尽にすることに成功した。

## 登場人物
ジェシカ・マーティン
高校の生物の教師。壊れた電話機を修復するなど機械に強い。
ライアン
誘拐されたジェシカが適当に電話をかけて偶然つながった男。普段は軽い性格の軟派な男。私情を挟んで一緒にいたチャッドに雑用を押し付けるなど自分勝手な面もある。しかし、真剣な人間に対して誠実な性格でもあり無関係であり、自分も殺されるかもしれないにもかかわらずジェシカたちを助けようとした原動力にもなった。
イーサン
ジェシカを誘拐したグループのリーダー格。正体は悪徳警官。
ボブ・ムーニー
巡査部長。ジェシカからの電話をきいて警察署に来たライアンの話を聞いたことが切っ掛けで徐々に事件に関わるようになる。勤務歴は27年で今回の事件が起こるまでに発砲したことはなかった。妻がいる。職場に美容品を発送させるなど公私混同している部分がある。定年後にエステサロンの開業を考えている。
ジャック・タナー
ボブの友人。殺人課の刑事。
クレイブ・マーティン
ジェシカの夫。
クロエ
ライアンを振った女性。ライアンからは未だに興味を持たれているがクロエ自身はライアンの軽薄な性格に辟易している。このやり取りにより事件の際に再度喧嘩になり悪影響を及ぼした。
リッキー・マーティン
ジェシカとクレイブの息子。ウエストフッドのワイマン小学校に通っている。海水魚を飼いたがっている。運よく誘拐されなかったリッキーをそのまま助けようとするのも本作品のテーマの一つでもある。
ロザリオ
マーティン家の家政婦。家に突入したイーサン達に殺害される。
ディーソン
強盗グループの一人。
マッドドッグ
強盗グループの一人。
ディミトリ
強盗グループの一人。
ベイバック
強盗グループの一人。女性という事を利用してジェシカの振りをしてボブの訪問をやりすごした。
チャッド
ライアンの友人。軟派で女好きな性格ながらクロエにふられたライアンを慰めるなど優しいところもある。
サム
クロエの友人。

## キャスト
| 役名                   | 俳優                                     | 日本語吹替                                                    | 日本語吹替 |
| 役名                   | 俳優                                     | ソフト版                                                      | テレビ朝日版                                                                                                  |
| ---------------------- | ---------------------------------------- | ------------------------------------------------------------- | --- |
| ジェシカ・マーティン   | キム・ベイシンガー                       | 塩田朋子                                                      | 五十嵐麗 |
| ライアン               | クリス・エヴァンス                       | 桐本琢也                                                      | 竹若拓磨 |
| イーサン               | ジェイソン・ステイサム                   | 宝亀克寿                                                      | 谷口節 |
| ボブ・ムーニー巡査部長 | ウィリアム・H・メイシー                  | 佐々木敏                                                      | 山野史人 |
| ジャック・タナー       | ノア・エメリッヒ                         | 仲野裕                                                        | 土師孝也 |
| クレイグ・マーティン   | リチャード・バージ                       | 押切英希                                                      | 森田順平 |
| チャッド               | エリック・クリスチャン・オルセン         | 小伏伸之                                                      | 板倉光隆 |
| クロエ                 | ジェシカ・ビール                         | 小山田詩乃                                                    | 三ツ木勇気 |
| リッキー・マーティン   | アダム・テイラー・ゴードン               | 近藤玲子                                                      | 久保田恵 |
| ディーソン             | マット・マッコーム                       | 天田益男                                                      | 津田健次郎 |
| ディミトリ             | エリック・エテバリ                       | 秋間登                                                        | 西凜太朗 |
| マッドドッグ           | ブレンダン・ケリー                       | 上別府仁資                                                    | 楠見尚己 |
| 弁護士                 | リック・ホフマン                         | 伊藤昌一                                                      | 江原正士 |
| 警察官（最後に登場）   | ピーター・ウィアーター（クレジットなし） |                                                               | |
| その他                 | N/A                                      | 小日向みわ 田畑ゆり 野々目良子 松平真之介 駒谷昌男 いずみ流衣 | 高山佳音里 宮寺智子 松島栄利子 奈良徹 後藤史彦 荻野晴朗 上田陽司 青山桐子 久嶋志帆 武田華 佐藤美一 瑚海みどり |
|                        |                                          |                                                               | |
| 演出                   |                                          | 松川陸                                                        | 鍛治谷功 |
| 翻訳                   |                                          | 菅佐千子                                                      | 菅佐千子 |
| 調整                   |                                          | 黒崎裕樹                                                      | 黒崎裕樹 |
| 制作                   |                                          | グロービジョン                                                | グロービジョン                                                                                                |

- 日本語字幕翻訳：栗原とみ子
- テレビ朝日版：初回放送2007年9月2日『日曜洋画劇場』(21:00-22:54)

## 作品の評価
Rotten Tomatoesによれば、149件の評論のうち高評価は56%にあたる84件、平均点は10点満点中5.8点で、批評家の一致した見解は「ギミックが多くて時折高級携帯電話の広告のように感じられることもあるが、『セルラー』はエネルギッシュでひねりの効いたスリラーでもある。」となっている。
Metacriticによれば、29件の評論のうち、高評価は13件、賛否混在は15件、低評価は1件で、平均点は100点満点中60点となっている。